# 안드로메다자리 입실론 c
안드로메다자리 입실론 c는 태양과 비슷한 항성 안드로메다자리 입실론 주위를 돌고 있는 외계 행성이다. 이 행성의 공전 주기는 241.2일이다. 1999년 4월 제오프리 마시와 폴 버틀러 연구진이 발견했으며, 안드로메다자리 입실론은 두 개 이상의 행성을 거느린 첫 번째 평범한 항성으로 기록되었다.(‘평범한 항성’의 경우에 국한한 것이다. 모든 항성으로 대상을 확장하면, 여러 개의 행성을 거느린 최초의 항성은 펄사 PSR 1257+12이다) 안드로메다자리 입실론 항성계 내에서 c는 어머니 항성으로부터 두 번째로 가깝다.

## 발견
알려져 있는 대다수의 외계 행성들과 마찬가지로 안드로메다자리 입실론 c는 시선속도법을 이용하여 발견되었다. 이는 어머니 항성 안드로메다자리 입실론 A의 스펙트럼 상 도플러 효과를 정확히 관측하여 이루어진 결과이다. c가 발견되었을 때는 이미 뜨거운 목성 b가 먼저 발견된 상태였다. 그러나 1999년 시선속도 곡선으로 b의 존재를 증명할 수 없음이 드러났다.
1999년 샌프란시스코 주립대 및 하버드-스미소니언 천체물리학 센터의 과학자들은 이 항성이 세 개의 행성을 거느리고 있는 것이 합리적이라는 결론을 독립적으로 내렸다. 두 개의 행성들에는 각각 안드로메다자리 입실론 c와 안드로메다자리 입실론 d의 이름이 붙었다.

## 공전궤도 및 질량
지금까지 발견된 많은‘긴 공전주기를 지닌 외계 행성’들과 마찬가지로, c의 궤도 역시 큰 이심률을 갖고 있다. 이 이심률은 우리 태양계에 있는 행성들보다 훨씬 더 크며, 심지어 명왕성보다도 큰 값이다. 만약 c를 우리 태양계에 위치시킨다면, 그 궤도는 지구와 금성 사이에서 형성될 것이다.
c의 궤도 이심률이 커진 이유는 또 다른 행성 d에서 받는 중력적 섭동 때문이다. 안드로메다자리 입실론 d와 지금은 행성계를 이탈한 것으로 보이는 과거 미지의 행성 둘 사이의 중력적 상호 작용 때문에 d는 어머니 항성으로 가까이 옮겨갔으며 이 때문에 c의 궤도는 찌그러지게 되었다. 컴퓨터 시뮬레이션에 의하면 c의 궤도는 6700년 주기로 원래의 둥근 궤도로 회귀한다고 한다.
안드로메다자리 입실론 c를 발견한 기법은 시선속도법으로, 이 방법에 의하면 궤도경사각을 알 수 없다. 따라서 현재 알려진 이 행성의 질량은 어디까지나 최솟값이다. c의 최소 질량은 목성의 1.97배로, 궤도경사각에 따라 실제 질량은 훨씬 더 클 수도 있다.

## 특징
행성의 질량이 크기 때문에 c는 가스 행성으로 생각된다. 간접적 방법을 통해 발견했기 때문에 이 행성의 실제 조성물질, 표면 온도 및 반지름 등은 밝혀지지 않았다. 이 행성의 조성물질이 목성과 비슷하며 화학적 균형을 이루고 있다고 가정하면, c의 상층부 대기에는 구름이 전혀 없을 것으로 보인다.

## 참고 문헌
1. ↑  Butler, R.;  외. (1999). “Evidence for Multiple Companions to υ Andromedae”. 《The Astrophysical Journal》 526: 916 – 927. doi:10.1086/308035.[깨진 링크(과거 내용 찾기)]
2. ↑  Butler, R.;  외. (2006). “Catalog of Nearby Exoplanets”. 《The Astrophysical Journal》 646: 505 – 522. doi:10.1086/504701.[깨진 링크(과거 내용 찾기)] (web version)
3. ↑  Ford, E.;  외. (2005). “Planet-planet scattering in the upsilon Andromedae system”. 《네이처》 434: 873 – 876. doi:10.1038/nature03427.[깨진 링크(과거 내용 찾기)]
4. ↑  Sudarsky, D.;  외. (2003). “Theoretical Spectra and Atmospheres of Extrasolar Giant Planets”. 《The Astrophysical Journal》 588 (2): 1121 – 1148. doi:10.1086/374331.

## 같이 보기
- 안드로메다자리 입실론 b
- 안드로메다자리 입실론 d
- 타원궤도 가스행성